# Lucius Velleius Paterculus
Lucius Velleius Paterculus (* wohl vor 18; † nach 60) war ein römischer Politiker der neronischen Zeit und Suffektkonsul des Jahres 61.
Lucius Velleius Paterculus war wohl ein jüngerer Bruder von Gaius Velleius Paterculus (Suffektkonsul 60) und ein Sohn oder Enkel des Historikers Velleius Paterculus.
Im Juli und August des Jahres 61 übte er zusammen mit Gnaeus Pedanius Salinator das Amt eines nachgerückten Konsuls aus, wie eine in Vindobona (Wien), Provinz Pannonia superior gefundene Inschrift vom 2. Juli und eine tessera nummularia mit Datum vom 1. (?) August bezeugen. Die Wiener Inschrift enthält u. a. folgende Zeilen:
[…]

a(nte) d(iem) VI Non(as) Iul(ias) Cn(aeo) Pe-

danio Salinatore L(ucio) Velleio Paterculo

co(n)s(ulibus) coh(ortis) II Hispan(orum) cui prae(e)st C(aius) Caesius

[…]